# Collot
Collot is een Belgisch historisch merk van motorfietsen.
Dit bedrijf was in Luik gevestigd en produceerde in 1905 motorfietsen met zware v-twin-motoren. Ze werden in elk geval als gangmaakmotor ingezet.